# St. Elisabeth (Alsleben)

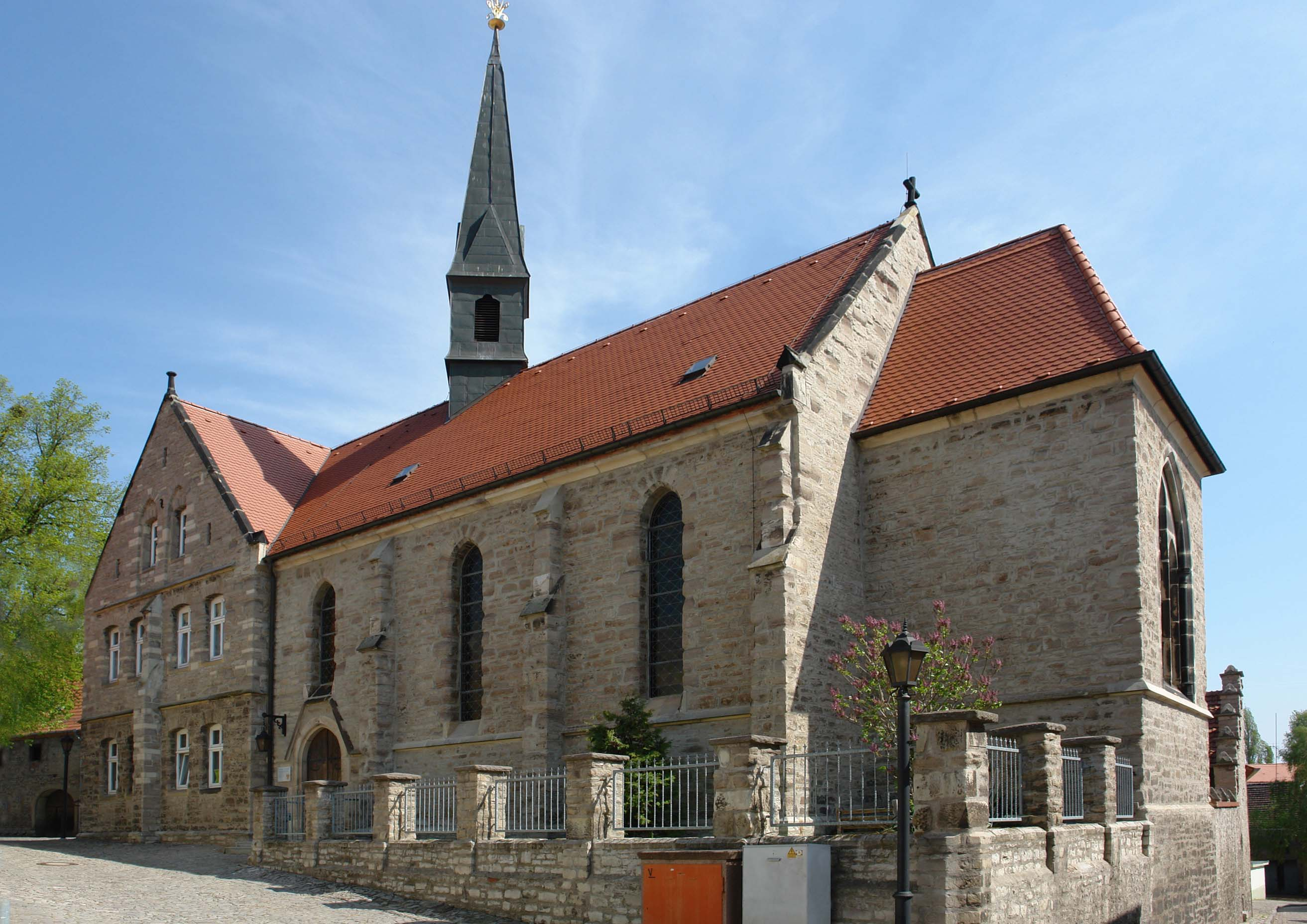
St.-Elisabeth-Kirche

Die Kirche Sankt Elisabeth ist die katholische Kirche in Alsleben (Saale), einer Stadt im Salzlandkreis in Sachsen-Anhalt. Die Kirche gehört zur Pfarrei St. Michael Aschersleben und ist die südlichste Kirche in der Pastoralregion Salzland des Bistums Magdeburg. Das Gebäude hat die Adresse Wörthe 9 und ist im Denkmalverzeichnis des Landes Sachsen-Anhalt unter der Erfassungsnummer 094 60022 als Baudenkmal aufgeführt.

## Geschichte
1547 wurde in Alsleben, das damals zum Archidiakonat Wiederstedt des Bistums Halberstadt gehörte, die Reformation durchgeführt. Dadurch wurden die Bevölkerung und die Kirchen von Alsleben protestantisch. 1561 erfolgte die Säkularisierung des Klosters Alsleben. Anfang des 19. Jahrhunderts wurde nur ein einzelner Katholik in Alsleben gezählt. Erst im Laufe des 19. Jahrhunderts ließen sich im Zuge der Industrialisierung weitere Katholiken in Alsleben nieder.
1858 begann sich in Alsleben eine Missionspfarrei zu entwickeln, da die nächstliegenden katholischen Kirchen weit entfernt lagen. In diesem Jahr fand in Alsleben eine katholische Taufe statt, und von da an wurden gelegentlich katholische Gottesdienste in Alsleben abgehalten. Finanzielle Unterstützung gewährte der Missionspfarrei der katholische Politiker Hermann von Mallinckrodt. Ostern 1861 wurde in Alsleben eine katholische Schule eröffnet, die zunächst mit acht Kindern begann und bis zur Errichtung des Missionshauses mehrmals ihren Standort wechseln musste. Am 21. Juni 1861 erfolgte die Gründung der Kirchengemeinde Alsleben als Missionspfarrei, und Alsleben bekam mit Karl Becker einen Missionspfarrer. Bereits Anfang September 1861 wurde in Alsleben eine katholische Schule eröffnet.
1874 wurde ein Baugrundstück angekauft und mit dem Bau des von Arnold Güldenpfennig entworfenen Missionshauses und der angeschlossenen neugotischen St.-Elisabeth-Kirche begonnen. Noch im selben Jahr wurde die Schule in das am Südwestrand der Altstadt neuerbaute Missionshaus verlegt. Anfang Oktober 1875 nahm Missionspfarrer Becker die Benediktion der Kirche vor. 1877 bekam die Kirche eine historische Glocke geschenkt, die noch heute im Dachreiter hängt. Die bischöfliche Kirchweihe erfolgte erst nach der Beilegung des Kulturkampfes am 6. Juli 1889 durch Joseph Weyland, den Bischof des Bistums Fulda. Er vertrat den erkrankten Franz Kaspar Drobe, den Bischof des Bistums Paderborn, zu dem Alsleben damals gehörte.
An das Kirchenschiff ist anstelle eines Turmes rechtwinklig als Missionshaus ein Pfarr- und Schulhaus angebaut. In dieser Bauform entstanden, überwiegend gegen Anfang des 20. Jahrhunderts, auch andere Kirchen, wie zum Beispiel Herz Jesu (Atzendorf), St. Norbert (Calbe), Herz Jesu (Eilsleben), Herz Jesu (Gerbstedt), Herz Jesu (Hecklingen), St. Marien (Loburg), St. Josef (Löderburg), Herz Jesu (Osternienburg), Heilig Kreuz (Sandersleben), St. Joseph (Schöppenstedt), St. Franziskus Xaverius (Unseburg), St. Paulus (Unterlüß) und Maria Hilfe der Christen (Wietze).
Von 1892 bis 1896 war an der Kirche der spätere Paderborner Dompropst Johannes Linneborn als Seelsorger tätig. Ab September 1892 wurde durch die Seelsorger der St.-Elisabeth-Kirche auch die Herz-Jesu-Kirche in Gerbstedt mitbetreut. Von Alsleben aus wurde 1937 die Pfarrvikarie Könnern als Tochtergemeinde ausgegliedert, die über eine bereits 1932 eingeweihte Kapelle verfügte. In der Zeit des Nationalsozialismus wurde die katholische Schule 1939 von den staatlichen Behörden geschlossen.
Infolge des Zweiten Weltkriegs stieg die Zahl der Katholiken in der Missionspfarrei Alsleben durch die Flucht und Vertreibung Deutscher aus Mittel- und Osteuropa stark an, sodass 1946 die Errichtung der Pfarrvikarie Löbejün als zweite Tochtergemeinde Alslebens erfolgte. 1950 oder 1951 wurde die Missionspfarrei Alsleben zur Pfarrei erhoben. Am 1. Juli 1953 wurde das Dekanat Bernburg errichtet, dem die aus dem Dekanat Eisleben kommende Pfarrei Alsleben mit ihren Kuratien Könnern und Löbejün angeschlossen wurde.
Aufgrund der geringer werdenden Katholikenzahl wurde am 1. September 1996 das Dekanat Bernburg wieder aufgelöst und dem Dekanat Egeln angeschlossen, zu dem die St.-Elisabeth-Kirche bis zur Auflösung der Dekanate zum 31. August 2023 gehörte. Um 2007 erfolgte im Bistum Magdeburg der Zusammenschluss von Kirchengemeinde zu Gemeindeverbünden, die inzwischen zur Pfarrei erhobene Kirchengemeinde Alsleben wurde dem Gemeindeverbund Aschersleben – Alsleben – Güsten – Sandersleben angeschlossen. Damals gehörten zur Pfarrei Alsleben rund 340 Katholiken. Am 2. Mai 2010 fusionierten die Kirchengemeinden des Gemeindeverbundes zur heutigen Pfarrei St. Michael Aschersleben.